# Bucikî, Malîn
Bucikî (în ucraineană Бучки) este un sat în comuna Lukî din raionul Malîn, regiunea Jîtomîr, Ucraina.

## Demografie
Componența lingvistică a localității Bucikî
     Ucraineană (98,18%)
     Rusă (1,82%)
Conform recensământului din 2001, majoritatea populației localității Bucikî era vorbitoare de ucraineană (98,18%), existând în minoritate și vorbitori de rusă (1,82%).